# Тархатинское
Тархатинское — озеро в Алтайских горах, находится на территории Мухор-Тархатинского сельского поселения в Кош-Агачском районе Республики Алтай.

## Описание
Моренно-подпрудное озеро, расположено в высокогорной Тархатинской котловине, которая разделяет хребты Сайлюгем и Южно-Чуйский, также котловина является водоразделом рек Тархата и Джазатор.

## Рекреация
Так как озеро расположено у дороги Кош-Агач — Джазатор, добраться до него можно относительно без проблем. Озеро зарыблено, в нем водится осман и хариус.